# Edme-François-Antoine-Marie Miel

Edme-François-Antoine-Marie Miel, anonymes Porträt

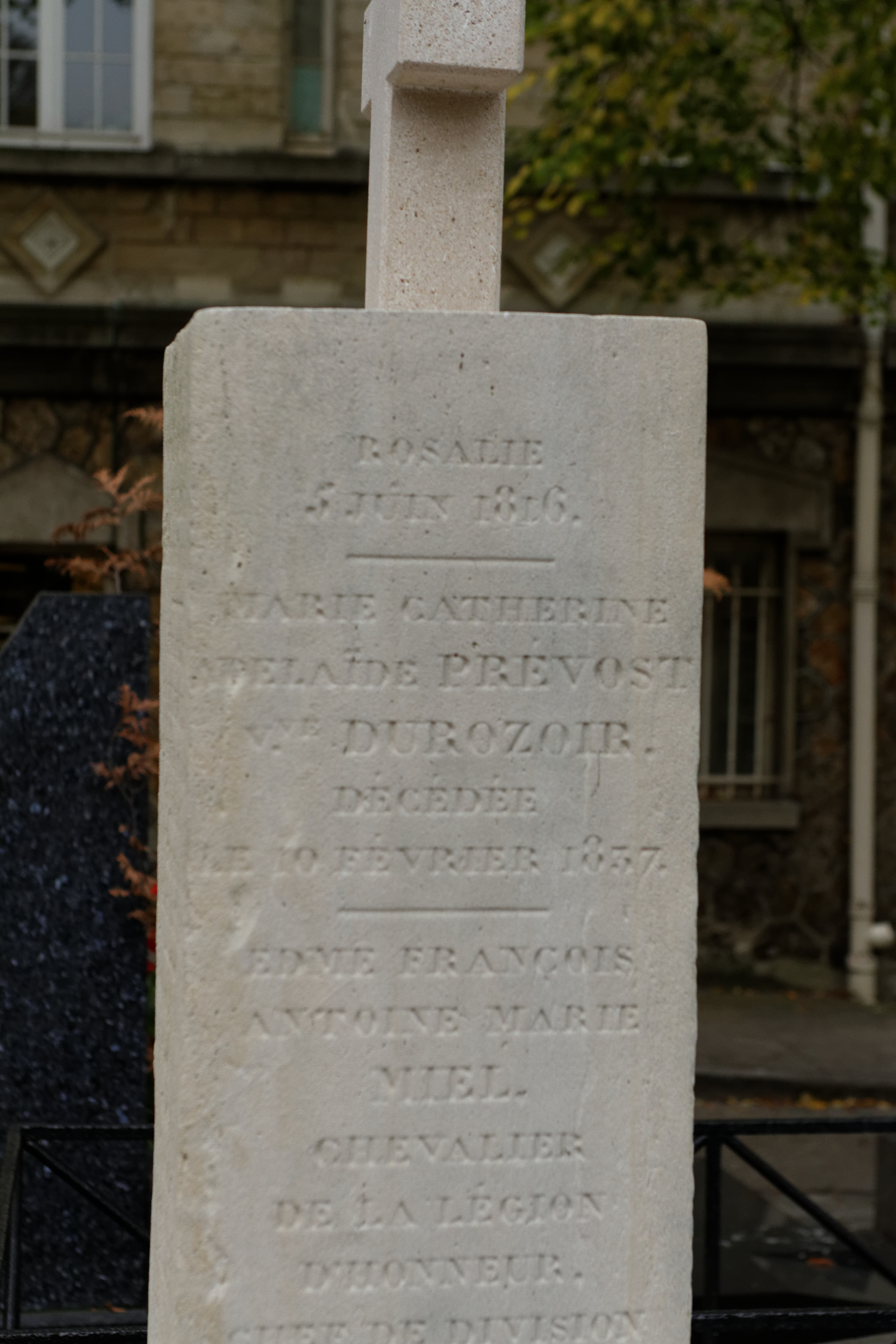
Miels Grabstätte auf dem Friedhof Père-Lachaise

Edme-François-Antoine-Marie Miel (* 6. April 1775 in Châtillon-sur-Seine; † 28. Oktober 1842 in Paris) war ein französischer Verwaltungsbeamter, Kunstkritiker und Musikschriftsteller.

## Leben
Miel war der Sohn des Organisten Jean-Baptiste Miel in Châtillon-sur-Seine, sein Bruder war der Arzt Edme-Marie Miel (1777–1830). Er selbst besuchte das Collège Sainte-Barbe in Paris und ab 1794 die dortige École polytechnique. 1799 unternahm er eine große Schiffsreise, die ihn sehr prägte. Mit 25 Jahren wurde er Verwaltungsbeamter in der Präfektur des Département Seine, wo er 1816 Abteilungsleiter der Steuerbehörde wurde.
Bekannt wurde er vor allem durch seine umfangreiche Tätigkeit als Kunstkritiker, Musikschriftsteller und Journalist. Er veröffentlichte zahlreiche Beiträge in den führenden französischen Zeitschriften und war Mitglied in der Société libre des Beaux-Arts de Paris. 
Zu seinem Freundeskreis zählten der Geiger Pierre Baillot, die Pianistin Marie Bigot und der Komponist Luigi Cherubini.

## Werke
- Essai sur les beaux-arts, et particulièrement sur le salon de 1817, ou Examen critique des principaux ouvrages d’art exposés dans le cours de cette année, avec trente-huit gravures au trait, Paris: Pélicier 1817–1818 (Digitalisat)
- Nécrologie (Marie Bigot), in: Le Moniteur universel, Jg. 32, Nr. 313 vom 8. November 1820, S. 1484 (Digitalisat)
- La Vie de Saint Bruno, ou collection des 22 tableaux peints par Le Sueur, exécutée en dessins lithographiés, avec un frontispice par Fragonard, accompagnée d’un examen raisonné et de deux notices sur Le Sueur et sur Saint Bruno, Paris: Smith 1822
- Histoire et description du Muséum d’histoire naturelle. Ouvrage rédigé d’après les ordres de l’administration du Muséum, par M. Deleuze, avec trois plans et quatorze vues des jardins, des galeries et de la ménagerie, in: Moniteurs, 3. und 30. Juli 1823. – Sonderdruck Paris: Royer 1823
- Histoire du sacre de Charles X, dans ses rapports avec les beaux-arts et les libertés publiques de la France. Ornée de quatre planches gravées, Paris: Panckoucke 1825 (Digitalisat)
- Recherches sur l’art de diriger la seconde dentition en général, ou Considérations… sur les rapports entre les deux dentitions dans l’homme, et sur le mode d’accroissement des mâchoires ; servant de développement à l’Essai sur le rapport des deux dentitions… et de réfutation au système proposé par MM. les Drs Serres et Delabarre, sur la seconde dentition, Paris: Verdière 1826
- Ode à la Ville de Cambrai, Sur l’Inauguration du Monument érigé à Fénelon, Cambrai 1827 (Digitalisat)
- Notice sur N. M. Gatteaux, graveur en médailles, Paris: Impr. de Ducessois 1832
- De la symphonie, des symphonies de Beethoven, et de leur exécution (Vortrag, gehalten am 30. Dezember 1832 in der Société libre des Beaux-Arts), in: Annales de la Société libre des Beaux-Arts, Band 2 (1832), Paris 1845, S. 17–28 (Digitalisat) – Sonderdruck Paris: J. Gratiot, 1833[2] – Deutsche Übersetzung von Heinrich Panofka, in: Neue Zeitschrift für Musik, Band 1, Nr. 26 vom 30. Juni 1834, S. 101f. (Digitalisat)
- Sur l’Obélisque de Louqsor et les Embellissements de la Place de la Concorde et des Champs-Élysées, in: Constitutionnel, 18. und 26. November sowie 14. Dezember 1834. – Sonderdruck, Paris 1834
- Notice sur les deux Giraud, sculpteurs français, Paris : Impr. de Ducessois 1840
- Notice sur Jean-Germain Drouais, Paris: Belin o. J.
- Jean Goujon, Paris o. J.
- Notice sur la vie et les ouvrages de Cherubini, in: Le Moniteur universel, Nr. 236 vom 24. August 1842, S. 1849f.; Nr. 237 vom 25. August 1842, S. 1854; Nr. 241 vom 29. August 1842 – Sonderdruck, Paris 1842 (Digitalisat)